# Sơn Kim 1
Sơn Kim 1 là một xã thuộc huyện Hương Sơn, tỉnh Hà Tĩnh, Việt Nam.
Xã Sơn Kim 1 có diện tích 197 km², dân số năm 2004 là 4378 người, mật độ dân số đạt 22 người/km². Trên địa bàn xã có cửa khẩu quốc tế Cầu Treo.